# Зоологическая государственная коллекция Мюнхена
Зоологическая государственная коллекция Мюнхена (нем. Zoologische Staatssammlung München, ZSM) или Баварская государственная зоологическая коллекция (Bavarian State Collection of Zoology) — немецкий научно-исследовательский зоологический институт, занимающийся проблемами систематики и фаунистики. Один из самых крупных и старых естественно-исторических музеев Германии и Европы, который свою историю ведёт с 1807 года и содержит более 20 млн экз. животных. Является структурной частью Баварских государственных естественноисторических коллекций (нем. Staatliche Naturwissenschaftliche Sammlungen Bayerns, SNSB).

## История
Основы коллекции были заложены в 1807 году указом короля Баварии Максимилиана I во время реформирования Баварской академии наук. В 1811 году было построено отдельное здание для зоолого-антропологического отделения и приглашён Иоганн Баптист фон Спикс на должность первого хранителя.
Зоологическая государственная коллекция имеет приблизительно 20 млн зоологических объектов. Включает секции энтомологии, беспозвоночных и позвоночных животных. Здесь хранится крупнейшая в мире коллекция бабочек: больше чем 7 млн отдельных экземпляров, представляющих около 100,000 видов чешуекрылых насекомых.
Из исторических коллекций выделяются материалы бразильской экспедиции 1817—1820 годов  Иоганна Баптиста фон Спикса, коллекция Герцога Лейхтенбергского (1858) и другие. Из бразильской экспедиции Спикс и ботаник Карл фон Марциус привезли в Германию коллекцию из 6500 растений, 2700 насекомых, 85 млекопитающих, 350 птиц, 150 амфибий и 116 рыб. Они составляют важную основу сегодняшней Государственной зоологической коллекции Мюнхена.
Наряду с её исследовательскими работами Зоологическая государственная коллекция поддерживает другие музеи естествознания своими консультациями и частично объектами, которые она предоставляет для выставок. Одновременно она консультирует Баварское правительство и рядовых граждан по вопросам о животных-вредителях.
Справочная библиотека охватывает больше чем 120 000 томов и 1 000 научных журналов. Государственная коллекция издаёт и редактирует нескольких собственных зоологических специальных журналов, из которых самый известный «Spixiana» (Zeitschrift für Zoologie).
Среди директоров были такие учёные как профессор Dr. Ernst Josef Fittkau (в 1976—1992 годах), Dr. Walter Forster (1910—1986; в 1965—1975 годах) и другие.
С 2006 года директором Зоологических коллекций является профессор Gerhard Haszprunar.

## Награды
Зоологические коллекции учредили свои премию и медаль за заслуги в области систематики животных. Кроме того, имеется поддерживающее их общество друзей и меценатов («Freunde der Zoologischen Staatssammlung e.V.»)
С 1981 года за ценный вклад в коллекции, за достижения в теоретической таксономии, филогении и в области исследования эволюции, а также покровителям и меценатам вручается медаль. Медаль названа в честь Иоганна Баптиста фон Спикса и была учреждена в год его 200-летия.
С 2000 года молодым ученым вручается премия R. J. H. Hintelmann Wissenschafts-Preis в 5000 евро за особо ценный вклад в области зоологической систематики для сотрудничества с Зоологическими коллекциями Мюнхена и оплаты работы в их лабораториях.

## Научные общества
С зоологическими коллекциями ассоциированы несколько обществ:
- Biopat — Patenschaften für biologische Vielfalt e. V.
- Friedrich Held Gesellschaft (FHG)
- Gesellschaft für Biologische Systematik (GfBS)
- Heterocera Sumatrana Society (HSS)
- Münchner Entomologische Gesellschaft (MEG)
- Ornithologische Gesellschaft in Bayern e.V. (OG)
- Thüringer Entomologenverband e.V. (TEV)
- Zoological Society Wallacea (ZSW)